# سیارک ۲۴۶۶۲
سیارک ۲۴۶۶۲ (به انگلیسی: 24662 Gryll، نامگذاری:1988GS) بیست و چهار هزار و ششصد و شصت و دومین سیارک کشف شده‌است که در ۱۴ آوریل ۱۹۸۸ کشف شد.